# Contea di Anxiang
La contea di Anxiang (安乡县S, Ānxiāng XiànP) è una contea della Cina, situata nella provincia di Hunan e amministrata dalla prefettura di Changde.